# Anophthalmus schatzmayri
Anophthalmus schatzmayri is een keversoort uit de familie van de loopkevers (Carabidae). De wetenschappelijke naam van de soort is voor het eerst geldig gepubliceerd door P. Maravec &t Lompe.